# 林熙隆起诉前女友违约案
林熙隆起诉前女友违约案是马来西亚华人公会（马华公会）前总会长林良实长子林熙隆与前女友戴芝艳（Teh Chee Yen）的一起财务纠纷法律诉讼。2013年10月，林熙隆入禀高庭，并在诉讼中把戴芝艳列为唯一的答辩人，双方直到2014年4月22日才达致和解。

## 诉讼过程

### 林熙隆提起诉讼
2013年10月，林熙隆入禀高庭，并在诉讼中把前女友戴芝艳列为唯一的答辩人。他在诉讼中声称，他与答辩人在多年以前开始建立“商业伙伴”的关系，两人共同拥有一些资产及公司，不过，他们于2013年1月份同意结束关系，并同意分摊有关资产，当中包括7间高级公寓及1家城市屋（Town House），同时，答辩人同意把一家名为Award Maritime私人有限公司的股份转让给他。
|          | 答辩人同意把其中7间公寓转名给我，而我也将同意把一家位于大使路的豪华公寓转让给答辩人。 |
| ——林熙隆 |                                                                                       |

林熙隆说，答辩人承诺以50万令吉，作为转让Award Maritime私人有限公司全部股份给他的条件。
|          | 我较后于2013年7月前支付42万令吉，并于2013年7月2日通过律师把8万令吉余款支付给答辩人。 |
| ——林熙隆 |                                                                                      |

他说，当他支付答辩人有关款项后，这意味着，答辩人是以信托方式持有他在有关公司的股份。林熙隆声称，他们是通过电邮及文件方式达成协议，而答辩人于2013年9月26日同意履行双方所达致的合约备忘录。
|          | Award Maritime私人有限公司曾于2013年10月11日发放了30万令吉的花红给答辩人，根据双方所达致的备忘录，答辩人没有资格接受Award Maritime私人有限公司在2013年9月26日之后所发放的分红，因为答辩人在接受赔偿后，是以信托方式为他持有该公司的股份；鉴此，他要求答辩人归还有关30万令吉的分红。 |
| ——林熙隆 | |

### 答辩人反驳
答辩人戴芝艳在答辩书中披露，她与林熙隆是于2007年开始交往，两人的亲密关系在维持长达4年后，于2011年杪结束，她也反驳林熙隆指两人纯粹是“商业伙伴”关系的说法。
|          | 林熙隆是在我毫无预警的情况下和我分手，并在不久后与另一女子结婚，令我承受极大的情绪压力和失望，因为我们当时的关系已届谈婚论嫁的阶段。 |
| ——戴芝艳 | |

她在一份志期2013年12月5日的答辩书中声称，他们在分手后就不曾见面，林熙隆更不曾提及或解释分手的理由。
|          | 当我们还是情侣关系时，我会用Award Maritime私人有限公司所发放的分红来支付我们共同拥有的部份资产。 |
| ——戴芝艳 |                                                                                                  |

戴芝艳也强调该公司的股份是属于她的，所以，她有资格接受该公司所发放的任何分红或盈利。

她宣称，林熙隆在诉讼中指两人已就如何分摊有关资产达成共识的说法是不正确的。她说，林熙隆支付给她的80万令吉其实来自于Award Maritime私人有限公司所发放的花红。
|          | 虽然起诉人（林熙隆）曾通过律师在一封志期2013年7月2日信函中，把一张8万令吉支票寄给我，惟截至今日为止，有关支票并没有被兑现。 |
| ——戴芝艳 | |

戴芝艳说，虽然她与林熙隆在毫无预警的情况下分手，但她坚称本身是使用自己的积蓄来购买林熙隆在诉讼中所阐明的7间公寓和1间城市屋，并与林熙隆共同贷款，分期缴付有关资产的供款。

### 双方达致和解
本案原订2014年4月22日开审，但承审法官邱秀勤在林熙隆供证期间突然宣布休庭，并传召林熙隆、戴芝艳和双方代表律师进入内庭，劝请庭外和解。最终在进行了逾两小时谈判后，双方达成庭外和解的共识，但和解的条件将不对外公开。